# Хју Клапертон
Хју Клапертон (енгл. Hugh Clapperton; Анан, 18. мај 1788 — Сокота, 13. април 1827), шкотски истраживач западне и централне Африке.

## Поморац
Рођен је у Анану у Шкотској. Отац му је био хирург. Стекао је практичко знање математике и навигације, па је са 13 година шегртовао на броду, који је трговао измеђз Ливерпула и Северне Америке. Након неколико прекоокеанских путовања био је импресионирн морнарицом, па је убрзо напредовао и постао подофициор на броду. За време Наполеонских ратова учествовао је у доста поморских окршаја. тако је учествовао 1810. при нападу на Порт Луј на Маурицијусу. Тада је први оборио француску заставу.
Отишао је 1814. у Канаду и унапређен је у чин поручника на флоптили на канадским језерима. Када је 1817. флотила распуштена вратио се кући са пола плате. Преселио се 1820. У Единбург, где се упознао са Волтером Уднијем, који га је заинтересовао за путовања по Африци.

## Откриће језера Чад
Енглези нису успели на првој експедицији да дођу до Борнуа, који је налазио у Нигеру. Покушали су доћи преко Триполија. Британска влада је дала Волтеру Удлију задатака да организује другу експедицију. У експедицији су били и Хју Клапертон и Диксон Денхам. Кренули су 1822. из Триполија према Мурзуку на југу. Посетили су и оазу Гат. У град Кука у Борнуу су стигли 17. фебруара 1823. По први пут је неко од Европљана видео језеро Чад. Султан их је лепо примио и у Борнуу су остали до 14. децембра, када су поново кренули на пут да истраже ток Нигера.
На путу је Удни умро близу Каноа у јануару 1824. Клапертон је наставио путовање до Сокоте, главног града царства Фула. Ту је по наређењу султана Бела морао да се заустави, иако је Нигер био само удаљен само пет дана хода. Био је изнемогао од путовања, па се вратио до Куке, где је поново срео Денхама. Кренули су према Триполију у који су дошли 26. јануара 1825. Своја путовања описали су у књизи Прича о путовањима и открићима у северној и централној африци 1822-1823 и 1824.

## Други пут у Африку
По повратку у Енглеску Клапертон је унапређен и послали су га у још једну експедицију у Африку. Султан Бело од Сокоте је показао жељу да отвори трговину са западном обалом. Клапертон се искрцао у Бенинском заливу и кренуо је 7. децембра 1825. према Нигеру. Са њим су ишли Ричард Лемон Ландер, капетан Пирсе, др Морисон, један хирург и природњак. Пирс и Морисон су за месец дана умрли. Клапертон је наставио путовање кроз земљу Јоруба и у јануару 1826. прешао је Нигер и открио је где је шкотски истраживач Мунго Парк умро двадесет година раније. У јулу је стигао у Кано, па је кренуо у Сокото, намеравајући да доће и доп Борнуа. Султан га је затворио, а Клапертон је од дизентерије умро у Сокоти.
Ричард Лемон Ландер је донео натраг Клапертонове дневнике, који су били одштампани.